# Roberto Busa
Padre Roberto Busa (Vicenza, 28 novembre 1913 – Gallarate, 9 agosto 2011) è stato un gesuita, linguista e informatico italiano.
A detta di Thomas Nelson Winter è stato un pioniere nell'uso dell'informatica applicata alla linguistica (disciplina nota oggi col nome di Linguistica Computazionale). Realizzò l'«Index Thomisticus», lemmatizzazione dell'opera omnia di Tommaso d'Aquino e dei testi a lui più strettamente collegati.

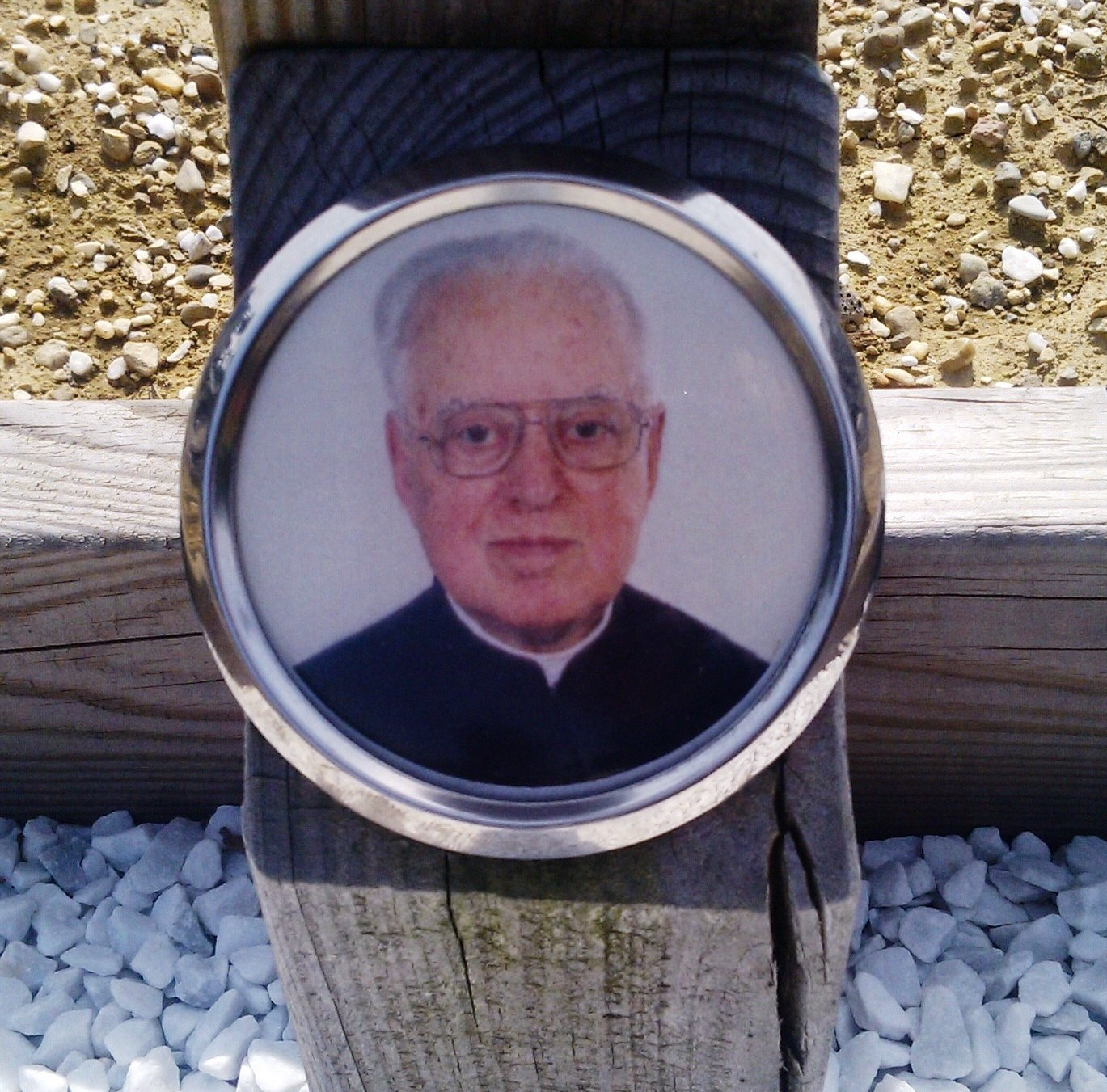
Cimitero di Crenna (frazione di Gallarate): tomba di padre Busa.

Busa fu insegnante alla Pontificia Università Gregoriana di Roma alla facoltà di Filosofia dell'Aloisianum di Gallarate e all'Università Cattolica del Sacro Cuore di Milano.

## Biografia
Secondo di cinque figli, frequentò il liceo a Belluno e nel 1928 entrò nel locale seminario, compagno di Albino Luciani, futuro papa Giovanni Paolo I. Nel 1933 entrò nella Compagnia di Gesù. Si dedicò per tredici anni agli studi linguistici (1933-1946), imparando latino, greco, ebraico, francese, inglese, spagnolo e tedesco. Nel 1937 conseguì la licenza in filosofia, seguita da quella in teologia (1941).
Il 31 maggio 1940 venne ordinato sacerdote, appena dieci giorni prima dell'ingresso dell'Italia nella Seconda guerra mondiale. Busa pareva destinato a diventare un cappellano militare, ma il Provinciale lo scelse per il servizio culturale. Per tutta la durata della guerra rimase all'Università Gregoriana, dove fu assegnatario di una libera docenza. Lavorò a una tesi sulla dottrina della "presenza" in San Tommaso. Esaminò tutta l'opera del santo aquinate, quantificabile in circa nove milioni di parole.
Nel 1946 conseguì la laurea in filosofia alla Pontificia Università Gregoriana con una tesi intitolata "La terminologia tomistica dell'interiorità" (pubblicata nel 1949). Professore ordinario di ontologia, teodicea e metodologia scientifica, per qualche anno fu anche bibliotecario all'Aloisianum di Gallarate.

Busa con papa Paolo VI.

Insegnò alla Pontificia Università Gregoriana di Roma, all'Aloisianum di Gallarate, all'Università Cattolica del Sacro Cuore di Milano.

### L'Index Thomisticus
(Padre Busa, 2010)
Nel 1946, durante la stesura della tesi di laurea all'Università Gregoriana, maturò l'idea di una verifica puntuale e integrale del lessico di Tommaso d'Aquino. Lo spunto della vastissima ricerca venne dall'osservazione di un particolare: in San Tommaso il concetto di "interiorità" è presente nella forma essere in; tuttavia «le ricorrenze della particella in non erano reperibili in alcuna delle concordanze dedicate alle opere del teologo aquinate all'epoca disponibili».
Padre Busa decise di ricominciare daccapo il suo lavoro e scrisse a mano 10.000 schede. Poi si rese conto che il compito era improbo e quindi iniziò a cercare macchine automatiche in grado di svolgere l'analisi dei lemmi. Tra i vari istituti cui si rivolse, vi fu l'IBM di New York. Nel 1949 conobbe il presidente Thomas Watson e lo convinse a mettergli a disposizione i calcolatori (macchine a schede perforate) con cui realizzare il suo progetto. Allestì a Gallarate un laboratorio ed iniziò l'esame, parola per parola, di tutti i testi di San Tommaso. Il lavoro consisteva nell'analisi lessicografica dei quasi nove milioni di parole che costituiscono l'opera omnia di San Tommaso d'Aquino, più due milioni di parole di altri autori latini. Padre Busa creò il metodo, la terminologia e le procedure.
In quel periodo gli unici supporti di registrazione erano le schede perforate: padre Busa calcolò che avrebbe dovuto stampare 12 milioni di schede. Calcolò lo spazio che avrebbe occupato lo schedario: 90 metri di facciata, 1,20 m di altezza, 1 m di profondità per un peso di circa 500 tonnellate. Quando arriva a metà del lavoro (6 milioni di schede) appaiono i nastri magnetici. Padre Busa sperimenta subito questa nuova soluzione tecnologica passando dalle schede perforate ai nastri magnetici (1800 pezzi per una lunghezza complessiva di circa 1500 km).
Nel 1980, al termine di un lavoro durato trent'anni, completò l'edizione a stampa dell'Index Thomisticus in 56 volumi, per quasi 70.000 pagine e 11 milioni di parole. Anche per questa operazione padre Busa utilizza l'informatica: l'IBM gli ha messo a disposizione un computer per applicazioni scientifiche 360/44 ed una stampante laser 2686 (prototipo che poi non ebbe diffusione commerciale). I volumi sono stampati dai nastri magnetici mediante la fotocomposizione computerizzata. L'Index Thomisticus è la prima grande opera editoriale ad essere stampata con la nuova tecnologia; per questo merita di essere ricordata nella storia dell'editoria.
Nel corso degli anni ottanta apparvero sul mercato i cd-rom. L'opera di padre Busa consisteva di un miliardo e 630 milioni di bytes. Quindi sarebbero stati necessari tre cd-rom per racchiudere l'opera. Utilizzando opportuni algoritmi di compressione, l'Index Thomisticus fu contenuto in un solo cd-rom. Nel 1989, con l'aiuto di Piero Slocovich, padre Busa riesce ad ottenere una versione dell'Index sotto forma di ipertesto consultabile interattivamente.
Nel 2005 l'opera ha fatto il suo debutto sul web. Tale versione è stata sponsorizzata dalla Fundación Tomás de Aquino e dall'Associazione per la Computerizzazione delle Analisi Ermeneutiche Lessicologiche (CAEL). La progettazione è stata affidata a E. Alarcón e ad E. Bernot, che hanno lavorato in collaborazione con padre Busa.

### Ultimi anni
Negli ultimi anni Busa lavorò al progetto del Lessico Tomistico Biculturale (LTB) col proposito di interpretare i concetti in latino di Tommaso d'Aquino nei termini della cultura contemporanea. In parallelo con il progetto LTB, Padre Busa stava promuovendo la ripresa, su una base concettuale differente da quella in uso negli anni '60, delle traduzioni automatiche da una lingua all'altra, con il metodo delle Lingue Disciplinate (LD) con l'obiettivo di rendere praticabile la traduzione automatica di testi (ad esempio, libri di testo) che siano scritti in un sottoassieme "disciplinato" di una lingua, in maniera automatica, da una lingua all'altra.
Morì il 9 agosto 2011 all'età di 97 anni. È sepolto nel cimitero di Crenna, un rione di Gallarate.
Per iniziativa di Francesca Bruni (Art Valley) è stato avviato un dibattito in un gruppo su Facebook, (intitolato Padre Roberto Busa S.J.) a cui hanno aderito numerosi studiosi e docenti di università americane, italiane, tedesche, norvegesi, danesi, olandesi. Gli oltre 100 aderenti provenienti da vari continenti hanno testimoniato della diffusione dell'opera di Busa.

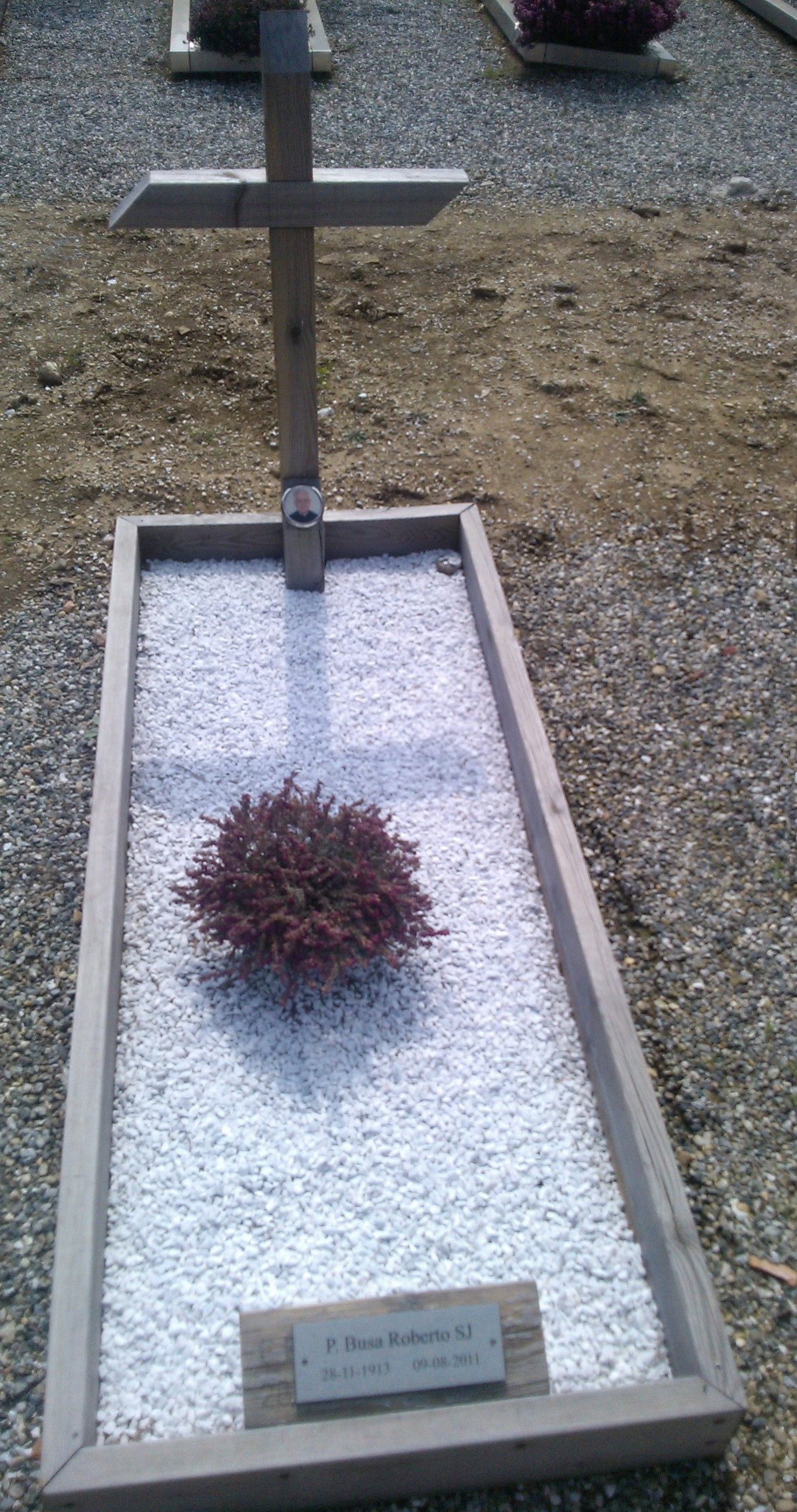
Padre Roberto Busa SJ - Tomba. Cimitero di Crenna (Gallarate, VA).

## Il «Premio Busa»
Nel 1998 la Association for Literary and Linguistic Computing (ALLC) e la Association for Computers in the Humanities (ACH)
hanno istituito il "Premio Busa" (Busa Award) che premia chi si è distinto nel campo dell'informatica umanistica.
- 1998: Roberto Busa, da cui prese poi nome il premio.
- 2001: John Burrows (Australia).
- 2004: Susan Hockey (Gran Bretagna).
- 2007: Wilhelm Ott (Germania).
- 2010: Joseph Raben (Stati Uniti).
- 2013: Willard McCarty  (Gran Bretagna).
- 2016: Helen Agüera (Stati Uniti).
- 2019: Tito Orlandi (Italia)

## Opere
- La terminologia tomistica dell'interiorità. Saggi di metodo per una interpretazione della metafisica della presenza, Milano, Bocca, 1949, pp. 280. Fu quest'opera, che è la sua tesi di laurea, ad innescare l'opera dell'Index Thomisticus, in quanto il concetto di "interiorità" era presente in San Tommaso nella forma "essere in", e le ricorrenze della particella "in" non erano reperibili in alcuna delle "concordanze" delle opere di San Tommaso esistenti fino ad allora.
- Index Thomisticus Sancti Thomae Aquinatis Operum Omnium Indices ed concordantiae, Stoccarda, Frommann Holzboog, Stoccarda, 1974-1980, 56 volumi di circa 1000 pagine ognuno (62550 pagine totali). L'indicizzazione completa di tutte le occorrenze di ogni singola parola usata nei 118 libri di san Tommaso e di altri 61 autori, scritti in 18 lingue che adoperano otto diversi alfabeti[12]. Questa è la sua opera principale, poi resa disponibile sotto forma di CD-ROM (1990) e in seguito ancora di DVD.
- Totius Latinitatis Lemmata, Milano, Istituto Lombardo, Accademia di Scienze e Lettere, 1988, pp XVI+532. Si potrebbe definire come una "wordlist" (lista di parole) latina con l'indicazione delle caratteristiche di ogni lemma. Le "liste" contenute nel libro sono tre, una in ordine alfabetico regolare, una in ordine alfabetico retrogrado, ovvero di terminazione di ogni parola, e la terza in ordine morfologico, ossia ad esempio, tutte le parole femminili della prima declinazione, seguite da tutte quelle maschili della prima declinazione, etc.
- Fondamenti di informatica linguistica, Milano, Vita e Pensiero, 1987, pp. 412. Il libro descrive il metodo seguito per realizzare l'Index Thomisticus.
- Ermeneutica e traduzione [...] un lessico tomistico "biculturale", in Medioevo, Padova, XVIII 1992, pp. 3–20. Compare qui l'idea dell'LTB.
- Inquisitiones lexicologicae in Indicem thomisticum, Gallarate-Milano, CAEL, 1994, pp. 218. Quest'opera, scritta in latino, con una traduzione inglese a fronte, riporta tutte le statistiche significative che riguardano l'Index Thomisticus, e le considerazioni che hanno portato alla classificazione delle parole di San Tommaso nello stesso Index.
- Roberto Busa, Quodlibet. Briciole del mio mulino, Milano, Spirali, 1999, ISBN 88-7770-535-3. - Contiene saggi su argomenti vari, alcuni dei quali comprendono anche materiale autobiografico.
- Dal computer agli angeli, Castel Bolognese (RA) - Milano, Itaca - BVE, 2000, pp 253. Il libro riprende le lezioni tenute da padre Busa al Politecnico di Milano negli anni immediatamente precedenti.
- Rovesciando Babele, ossia tornare alle radici di ogni lingua, Milano, Spirali, 2006, pp. 228. Oltre a comunicazioni relative alle Lingue Disciplinate, il volume contiene una bibliografia delle opere di Padre Busa.
- Il libro dei metodi, CAEL, Gallarate, 1996. Sotto il titolo generale "Il libro dei metodi" sono stati pubblicati fino al 2008 circa una ventina di volumi, tutti a supporto del progetto LTB.